# کریستین سینکلر
کریستین سینکلر (انگلیسی: Christine Sinclair؛ زادهٔ ۱۲ ژوئن ۱۹۸۳) یک بازیکن فوتبال اهل کانادا است.
از باشگاه‌هایی که در آن بازی کرده‌است می‌توان به گلد پراید، باشگاه فوتبال پورتلند تورنز و وسترن نیویورک فلش اشاره کرد.
وی همچنین در تیم ملی فوتبال زنان کانادا بازی کرده‌است.
وی در مسابقات بین‌المللی در مجموع برندهٔ ۱ مدال طلا و ۳ مدال برنز شده‌است.